# Futebol de Santa Catarina
O futebol de Santa Catarina é organizado profissionalmente pela Federação Catarinense de Futebol, responsável pelo campeonato catarinense e pelas demais competições estaduais.
Avaí, Chapecoense, Criciúma, Figueirense e Joinville são os maiores campeões estaduais, apontados historicamente como os cinco grandes de Santa Catarina, e habitualmente representam o futebol catarinense nas principais competições nacionais, conforme o conteúdo de estatísticas desse artigo, havendo destaque mais recente do Brusque nelas.
Avaí, Brusque, Chapecoense,  Criciúma e Joinville já conquistaram pelo menos uma competição nacional oficial, a Chapecoense uma internacional; um dos grandes catarinenses, o Figueirense tem como maior destaque nacional um vice-campeonato da Copa do Brasil.

## Primórdios e destaques
O primeiro clube esportivo com prática de futebol a ser fundado em Santa Catarina foi a Sociedade Esportiva e Recreativa Operários Mafrenses, em 12 de setembro de 1897, enquanto o primeiro campeonato a ser disputado foi o do ano de 1924 — à época foi realizado como Campeonato Citadino da Capital (Florianópolis), com a FCF em 1996 homologando-o como o primeiro Campeonato Catarinense.
Os clubes catarinenses amealham 8 títulos nacionais, sendo o primeiro a Copa do Brasil de Futebol de 1991, além da internacional Copa Sul-Americana de 2016, esta última terminada de modo excepcional após o voo LaMia 2933, o maior desastre aéreo na história do futebol.
O maior estádio em território catarinense com prática de futebol é Arena Joinville, para 22.400 espectadores, localizado na cidade mais populosa do estado, com os cinco clubes com mais títulos catarinenses jogando em estádios para mais de 17.800 espectadores. 
Quanto aos jogadores de futebol, Filipe Luís nasceu em Jaraguá do Sul e foi o último atleta catarinense a ser convocado para uma Copa do Mundo; no caso, para a edição de 2018. Paulo Roberto Falcão foi provavelmente o jogador catarinense com mais destaque internacional, tendo ficado conhecido como o "Rei de Roma", pelo sucesso obtido na agremiação de mesmo nome.

## Maiores campeões estaduais
- Campeonato Catarinense de Futebol - Série A: Avaí —  19 títulos[10]
- Campeonato Catarinense de Futebol - Série B: Brusque, Internacional, Joinville e Marcílio Dias —  3 títulos[11]
- Campeonato Catarinense de Futebol - Série C: Atlético Tubarão, Blumenau, Caçador e Próspera — 2 títulos[11]
- Copa Santa Catarina: Brusque e Joinville — 5 títulos[11]
- Recopa Catarinense: Brusque e Figueirense — 2 títulos[11]

## Campanhas nacionais

### Campeonato Brasileiro de Futebol - Série A
- Por colocação: Avaí, 6º em 2009
- Por pontuação: Figueirense, 58 pontos em 2011
- Por classificação às competições internacionais: Chapecoense, 8º em 2017, garantindo participação na segunda fase preliminar da Copa Libertadores da América de 2018

##### Maior ininterrupção de participações
- 7 temporadas completas pelo Figueirense, tendo ascendido para a edição de 2002 até ser rebaixado em 2008

##### Maior número de participações
- 17 temporadas completas pelo Figueirense, sendo a última no Brasileirão de 2016

### Campeonato Brasileiro de Futebol - Série B
- Campeões: Criciúma (2002), Joinville (2014) e Chapecoense (2020).
- Vice-campeonatos: Figueirense (2001 e 2010), Criciúma (2012), Chapecoense (2013) e Avaí (2016)
- Maior número de participações: Criciúma — 27 temporadas

### Campeonato Brasileiro de Futebol - Série C
- Campeões: Avaí (1998), Criciúma (2006) e Joinville (2011)
- Vice-campeonato: Brusque (2023)
- Maior número de participações: Figueirense — 13 temporadas

### Campeonato Brasileiro de Futebol - Série D
- Campeão: Brusque (2019)
- Maior número de participações: Metropolitano — 8 temporadas

### Copa do Brasil
- Campeão: Criciúma (1991)[nota 1]
- Vice-campeonato: Figueirense (2007)
- Maior número de participações: Criciúma — 23 temporadas

## Campanhas internacionais

### Copa Libertadores da América
- Criciúma — Quartas de final (1992)
- Chapecoense — Fase de grupos (2017) e segunda fase (2018)

### Copa Sul-Americana
- Chapecoense — Campeão (2016), quartas de final (2015), oitavas de final (2017) e primeira fase (2019)
- Avaí — Quartas de final (2010)
- Figueirense — Primeira fase (2004 e 2007) e segunda fase (2012 e 2016)
- Criciúma — Segunda fase (2013 e 2014)
- Joinville — Segunda fase (2015)

### Recopa Sul-Americana
- Chapecoense — Vice-campeão (2017)

## Ranking da CBFem 2025
- Posição do estado no "Ranking Nacional das Federações": 8º () de 27

#### Posições dos clubes catarinenses
| #      | Clube               | Pontos | Nacional disputado |
| ------ | ------------------- | ------ | ------------------ |
| 26º    | Criciúma            | 5 893  | B                  |
| 28º    | Avaí                | 4 861  | B                  |
| 30º    | Chapecoense         | 4 492  | B                  |
| 35º    | Brusque             | 3 890  | C                  |
| 52º    | Figueirense         | 2 246  | C                  |
| 104º   | Marcílio Dias       | 646    | D                  |
| 119º   | Hercílio Luz        | 479    | —                  |
| 125º   | Concórdia           | 459    | —                  |
| 130º   | Camboriú            | 432    | —                  |
| 151º   | Joinville           | 281    | D                  |
| 153º   | Barra-SC            | 255    | D                  |
| 153º   | Juventus de Jaraguá | 255    | —                  |
| 195º   | Próspera            | 153    | —                  |
| 224º   | Atlético Tubarão    | 51     | —                  |
| Fonte: |                     |        |                    |

## Maiores estádios por capacidade de espectadores
| Arena Joinville                                                           | Arena Condá                                                               | Orlando Scarpelli                                                   |
| ------------------------------------------------------------------------- | ------------------------------------------------------------------------- | ------------------------------------------------------------------- |
| Capacidade: 22 400                                                        | Capacidade: 20 089                                                        | Capacidade: 19 584                                                  |
|                                                                           |                                                                           |                                                                     |
| \| Arena JoinvilleArena CondáOrlando ScarpelliRessacadaHeriberto Hülse \| | \| Arena JoinvilleArena CondáOrlando ScarpelliRessacadaHeriberto Hülse \| | Heriberto Hülse                                                     |
| \| Arena JoinvilleArena CondáOrlando ScarpelliRessacadaHeriberto Hülse \| | \| Arena JoinvilleArena CondáOrlando ScarpelliRessacadaHeriberto Hülse \| | Capacidade: 19 225                                                  |
| \| Arena JoinvilleArena CondáOrlando ScarpelliRessacadaHeriberto Hülse \| | \| Arena JoinvilleArena CondáOrlando ScarpelliRessacadaHeriberto Hülse \| |                                                                     |
| \| Arena JoinvilleArena CondáOrlando ScarpelliRessacadaHeriberto Hülse \| | \| Arena JoinvilleArena CondáOrlando ScarpelliRessacadaHeriberto Hülse \| | Ressacada                                                           |
| \| Arena JoinvilleArena CondáOrlando ScarpelliRessacadaHeriberto Hülse \| | \| Arena JoinvilleArena CondáOrlando ScarpelliRessacadaHeriberto Hülse \| | Capacidade: 17 800                                                  |
| \| Arena JoinvilleArena CondáOrlando ScarpelliRessacadaHeriberto Hülse \| | \| Arena JoinvilleArena CondáOrlando ScarpelliRessacadaHeriberto Hülse \| |                                                                     |
| \| Arena JoinvilleArena CondáOrlando ScarpelliRessacadaHeriberto Hülse \| | \| Arena JoinvilleArena CondáOrlando ScarpelliRessacadaHeriberto Hülse \| | Arena JoinvilleArena CondáOrlando ScarpelliRessacadaHeriberto Hülse |